# Jordan Smith
Jordan Hakeem Smith Wint (Desamparados, San José, Costa Rica, 23 de abril de 1991), conocido deportivamente como Jordan Smith (AFI: 'yorðan z'mit), es un futbolista costarricense que juega de lateral derecho. Se destaca por su rapidez en las coberturas por la banda derecha, su visión de juego y su precisión a la hora de realizar centros al área.  
Fue formado en las divisiones inferiores del Deportivo Saprissa, pero no llegó a debutar profesionalmente. En julio de 2010 salió en condición de préstamo al Le Havre de Francia y tuvo su inicio como profesional el 21 de noviembre de ese año. Luego de permanecer una temporada en el equipo de la reserva, Smith recaló de nuevo en el conjunto saprissista y su consolidación como lateral le permitió hacerse con un puesto en la alineación titular. En cuatro años vistiendo la camiseta morada de manera ininterrumpida, conquistó el Torneo de Copa 2013 y los campeonatos de Verano e Invierno 2014. Posteriormente pasó al Vancouver Whitecaps como cedido y se hizo con el título del Campeonato Canadiense 2015. En diciembre de 2016 terminó su contrato para regresar al Saprissa.
Es internacional absoluto con la Selección de Costa Rica desde el 28 de mayo de 2013. También fue parte de la nómina Sub-20 que obtuvo el segundo lugar del Campeonato de la Concacaf de 2011, además de su participación en el Mundial de Colombia ese mismo año. Con la categoría Sub-22 estuvo en los Juegos Panamericanos de 2011, donde salió con el cuarto lugar del torneo.

## Trayectoria

### Inicios
Jordan Smith es producto de la cantera del Deportivo Saprissa. A nivel inferior fue incluido en la nómina juvenil que participó en la Copa Internacional Chivas Comex 2009, la cual tuvo lugar en Guadalajara, de territorio mexicano. Posteriormente, el jugador fue alcanzando posiciones en el deporte tras los ascensos de acuerdo a su edad y fue promovido al plantel principal a mediados de 2010, esto sin haber debutado profesionalmente.

### Le Havre A.C. "B"
Una vez que fue ascendido, el club morado decidió enviarlo en condición de préstamo a la reserva del Le Havre francés. Debutó oficialmente el 21 de noviembre de 2010, en el compromiso ante el Mantes en el Stade Charles Argentin. En esa oportunidad, Smith apareció en la alineación titular del entrenador Johann Louvel, salió de cambio al minuto 40' por Matthieu Lagarrigue y el marcador fue de victoria 4-0. En toda la temporada acumuló 465 minutos de acción en 6 partidos y regresó al Saprissa a mediados de 2011.

### Deportivo Saprissa
A partir del 16 de septiembre de 2011, el defensor quedó habilitado para participar en el Deportivo Saprissa, bajo la dirección técnica de Alexandre Guimarães. Su debut como saprissista debió esperar hasta el 13 de noviembre, en la jornada 21 del Campeonato de Invierno contra San Carlos. Smith entró de cambio por Maykol Ortiz al minuto 72', y el marcador de ganancia 2-1 definió el resultado. Al término de la fase de clasificación, su equipo alcanzó el tercer lugar con 35 puntos, y por lo tanto avanzó a la etapa eliminatoria. En semifinales, los morados no pudieron trascender debido a la pérdida de 2-3 en el resultado agregado contra Alajuelense. Por otro lado, el lateral derecho contabilizó un total de tres presencias.
Para el Campeonato de Verano 2012, las oportunidades de participación para el jugador se intensificaron. El 15 de enero fue el primer encuentro de los saprissistas, donde recibieron en el Estadio Nacional al Puntarenas. En esa ocasión, el futbolista estuvo en la totalidad de los minutos y los goles de sus compañeros Gabriel Badilla, Manfred Russell y Luis Diego Cordero sirvieron para la victoria de 3-1. El conjunto tibaseño acabó en el tercer puesto de la tabla con 36 puntos, por lo que clasificó a la ronda definitoria para el título. El 29 de abril fue la semifinal de ida en el Estadio Ricardo Saprissa, donde su club enfrentó al Santos de Guápiles. El tanto de penal de Mynor Escoe terminó siendo la diferencia en el resultado. Sin embargo, en la vuelta desarrollada el 5 de mayo en condición de visita, su grupo terminaría perdiendo con marcador de 1-0 y, a pesar de la igualdad en la serie, el rival avanzó a la última instancia por la ventaja deportiva que obtuvo en la fase anterior. Como consecuencia, la dirigencia tibaseña rescindió al entrenador Guimarães de su cargo. Estadísticamente, el defensa tuvo 20 presencias para un acumulado de 1532 minutos disputados.

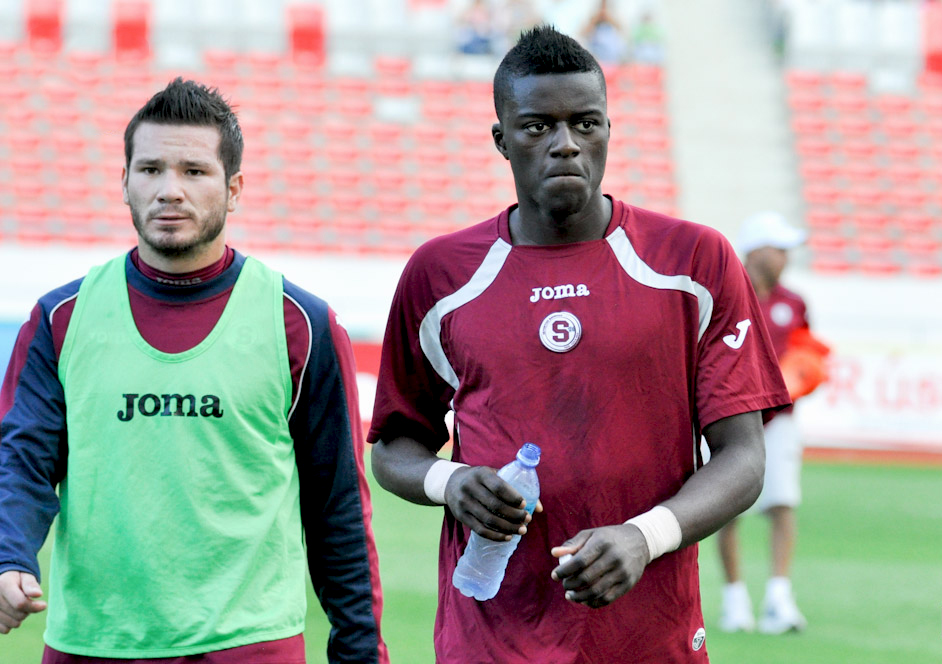
Smith y Jorge Castro previo a un partido en 2012.

Con la llegada del entrenador uruguayo Daniel Casas, Smith comenzó a tomar importancia para el conjunto morado. Fue titular los 90 minutos en la fecha 1 del Campeonato de Invierno 2012, compromiso en el cual Saprissa triunfó con cifras de 3-1 ante Pérez Zeledón. Su equipo avanzó a las semifinales, pero fue eliminado por el Herediano.
El 13 de enero de 2013, se llevó a cabo la inauguración del Campeonato de Verano. El jugador apareció como titular de su nuevo estratega Ronald González; el primer partido se desarrolló ante San Carlos en el Estadio Ricardo Saprissa. No obstante, su equipo salió derrotado 1-2. El 20 de enero, Smith consiguió su primera anotación contra Santos de Guápiles en el triunfo de 0-2. El 3 de abril hizo un gol de larga distancia sobre el Puntarenas; juego que se efectuó en condición de local y  que culminó con una pérdida de 2-3. Su equipo avanzó a las semifinales tras alcanzar el tercer lugar con 38 puntos. En las semifinales, su grupo enfrentó al Cartaginés, donde las dos series terminaron empatadas 1-1 y 0-0. Sin embargo, el rival avanzó a la final por la ventaja deportiva que ganó al ubicarse de segundo lugar en la tabla de posiciones.
A inicios de julio, se retomó la iniciativa de los torneos de copa en Costa Rica. Por lo tanto, se desarrolló el Torneo de Copa 2013 donde su equipo fue cabeza de serie en los octavos de final frente a Guanacasteca y con visita recíproca (ida y vuelta). El primer juego se disputó en el Estadio Chorotega, en el cual su compañero Manfred Russell hizo la única anotación para la victoria 0-1; Smith participó los 90 minutos. En el segundo partido, el club saprissista logró avanzar tras obtener su segundo triunfo 3-0. En los cuartos de final, el Saprissa visitó el Estadio El Labrador para jugar contra Uruguay de Coronado; el marcador terminó 1-4 a favor de los tibaseños. El encuentro de vuelta acabó 2-1 y se confirmó el avance a la siguiente ronda. Las semifinales se disputaron ante el Cartaginés; los resultados fueron de empates 1-1 y 2-2, por lo que se decidió al ganador por medio de los lanzamientos de penal; su club triunfó con cifras de 7-6. El 4 de agosto se desarrolló la final frente a Carmelita y Jordan jugó 120 minutos. Después de que no hubo ganador en esta serie por la igualada 0-0, la misma se llevó a los penales. Su grupo ganó 4-2 y de esta manera Smith alcanzó su primer logro como futbolista morado.
El 11 de agosto se realizó la primera fecha del Campeonato de Invierno 2013, en el Estadio Nacional ante el Pérez Zeledón. En esa oportunidad, Smith fue titular 83 minutos, brindó una asistencia a Mynor Escoe, salió de cambio por Juan Diego Madrigal y el marcador fue de victoria 4-2. Su equipo avanzó de tercer lugar y enfrentó a la Liga Deportiva Alajuelense en semifinales. Ambas etapas terminaron con marcadores de 1-0, con una victoria para cada escuadra. Sin embargo, avanzó su rival a la siguiente fase por ventaja deportiva. Estadísticamente, el jugador anotó tres goles, dio la misma cantidad en asistencias y vio acción en 19 juegos.
La primera jornada del Campeonato de Verano 2014 se realizó el 12 de enero en el Estadio Ricardo Saprissa, donde su equipo tuvo como rival a Pérez Zeledón. El lateral derecho no fue convocado por lesión en uno de sus dedos del pie y el marcador fue de pérdida 1-2. Los morados posteriormente fueron encontrando resultados positivos hasta obtener el primer lugar de la clasificación. En las semifinales su club hizo frente a la Universidad de Costa Rica; la ida culminó en empate de 2-2 y la vuelta en victoria de 2-0, avanzando a la última instancia. El 5 de mayo fue la final de ida contra Alajuelense en el Estadio Morera Soto, la cual quedó sin goles. Cinco días después fue la vuelta en condición de local; el único tanto de su compañero Hansell Arauz dio el título «30» a la institución saprissista.
En la edición de 2014 del Torneo de Copa, su equipo superó a los adversarios de Cariari, Santos de Guápiles y Limón por el grupo A, consolidando el liderato y a su vez avanzando a la siguiente etapa. Las semifinales fueron contra el Herediano y los empates a un tanto en visita recíproca llevaron la serie a los lanzamientos desde el punto de penal. Su equipo triunfó con cifras de 5-6. La final fue el 10 de agosto en el Estadio Nacional frente al Cartaginés. La ventaja momentánea de dos goles conseguida, mediante sus compañeros Ariel Rodríguez y David Ramírez, no fue bien aprovechada, provocando que el rival diera vuelta el resultado para el 3-2 definitivo. Con esto su club quedó subcampeón de la competición.

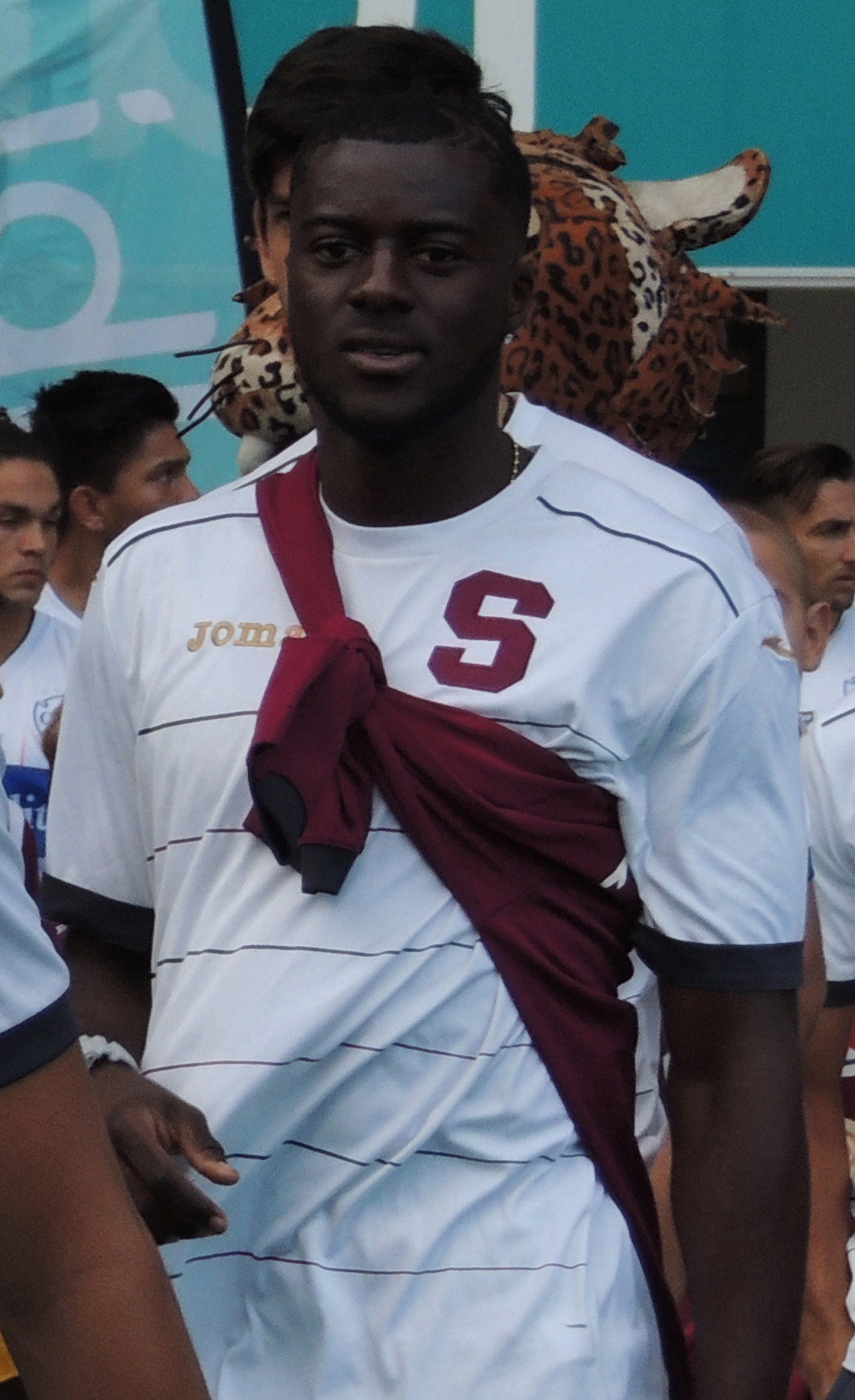
Smith en los 90 Minutos por la Vida 2015.

El 17 de agosto se desarrolló la jornada inaugural del Campeonato de Invierno 2014, en la que el Saprissa hizo frente al nuevo ascendido AS Puma Generaleña en el Estadio Nacional. Smith fue tomado en consideración para el compromiso, y el resultado concluyó en victoria de 4-2. Paralelamente su equipo también tuvo la competencia de la Concacaf Liga de Campeones, compartiendo la fase de grupos con el Real Estelí de Nicaragua y el Sporting Kansas City de Estados Unidos. El empate de 1-1 y la victoria de 3-0 sobre los nicaragüenses, acercaron a su conjunto a una posible segunda ronda. Sin embargo, la derrota de 3-1 en territorio norteamericano y algunos resultados negativos repercutieron en la rescisión del contrato del entrenador Ronald González. A partir del 30 de septiembre, el gerente deportivo Jeaustin Campos asumió el cargo de técnico. En la última jornada del torneo de la confederación, su grupo logró derrotar al Kansas con marcador de 2-0, para sellar un cupo en la etapa de eliminación. En el campeonato nacional, su club llegó de cuarto lugar con 41 puntos a la instancia definitoria por el título. En la semifinal de ida, el Saprissa enfrentó a Alajuelense que estableció el récord de 53 puntos, en condición de local. El tanto de su compañero Heiner Mora al minuto 90' fue suficiente para la victoria de 1-0. La vuelta se desarrolló el 8 de diciembre en el Estadio Morera Soto, juego en el que prevaleció el empate de 1-1. El resultado agregado terminó 1-2 a favor de los morados. Las finales fueron ante el Herediano; en la ida el futbolista participó 31 minutos y el triunfo fue de 4-2. Para la vuelta la igualdad de 1-1 confirmó la obtención del campeonato «31» para su equipo, y el segundo para Jordan.
En el Campeonato de Verano 2015, el jugador en defensiva alcanzó un total de 18 partidos disputados y 3 goles concretados. Por otro lado, su conjunto no logró trascender a nivel internacional después de perder en cuartos de final contra el América de México. Además, los saprissistas no pudieron revalidar el título tras la pérdida en semifinales ante los manudos, con marcador global de 1-2.
Debido a las numerosas ausencias de muchos de sus compañeros por motivos de selección, su club hizo frente al Torneo de Copa con una escuadra mayoritariamente alternativa. La primera fase se llevó a cabo el 8 de julio, en la visita al Estadio Edgardo Baltodano. El rival fue Guanacasteca y el futbolista quedó en la suplencia. Los goles de Ulises Segura y Keilor Soto sirvieron para el triunfo de 1-2. La segunda etapa se desarrolló cuatro días después contra Pérez Zeledón en el Estadio "Coyella" Fonseca. El empate de 0-0 prevaleció al término de los 90 minutos, por lo que los penales fueron requeridos para decidir el ganador. Las cifras de 5-6 eliminaron a su conjunto de la competición.

### Vancouver Whitecaps
El 7 de agosto la dirigencia morada llegó a un acuerdo para la salida de Jordan al Vancouver Whitecaps de la Major League Soccer, en condición de préstamo. Su primera competencia fue en la serie final del Campeonato Canadiense 2015, en la cual su equipo enfrentó al Montreal Impact. La ida fue el 12 de agosto en condición de visita en el Estadio Saputo, partido en el que el futbolista no fue convocado y cuyo resultado fue de empate 2-2. Para la vuelta el 26 de agosto en el Estadio BC Place, el lateral quedó en la suplencia y los goles de sus compañeros Octavio Rivero y Tim Parker dieron el primer título al club.

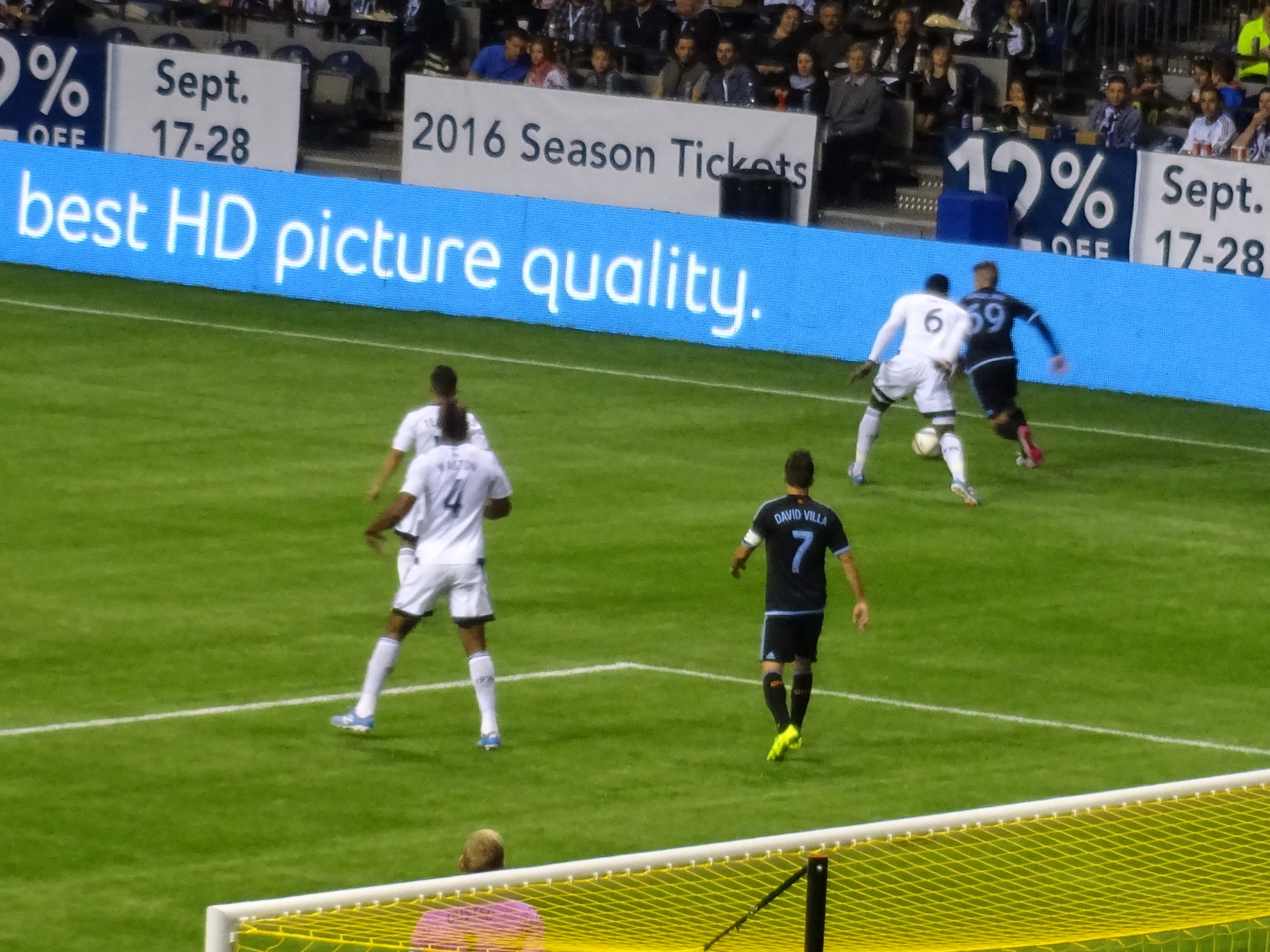
Jordan (dorsal «6»), en la marcación sobre el español Angeliño del New York City el 26 de septiembre de 2015.

Su debut oficial en la temporada de liga fue el 29 de agosto ante el Houston Dynamo en el BBVA Compass Stadium. Smith disputó la totalidad del partido, utilizó la dorsal «6» y el marcador concluyó en derrota con cifras de 2-0. El 16 de septiembre estuvo en la segunda jornada de la Liga de Campeones de la Concacaf, donde su club recibió al Olimpia de Honduras. Jordan fue titular en la victoria de 1-0. Una semana después no fue convocado en la pérdida de 3-0 contra el Seattle Sounders por el torneo continental, y el 22 de octubre participó los 90 minutos en la nueva derrota, esta vez de 1-0 frente a los hondureños. Con este rendimiento, su conjunto quedó en el tercer lugar del grupo F, quedando descartado para la fase final. Al término de las 34 semanas del certamen nacional, su grupo se posicionó como segundo de la Conferencia Oeste con 53 puntos. En las semifinales, los Whitecaps quedaron eliminados tras la derrota global de 0-2 ante el Portland Timbers. El lateral disputó un total de 7 compromisos de liga para un acumulado de 380 minutos de acción.
El 6 de marzo se inauguró la temporada 2016 de la Major League Soccer donde su equipo, en el Estadio BC Place, recibió al conjunto del Montreal Impact. Por su parte, Smith no fue convocado y el marcador terminó en derrota 2-3. Debutó oficialmente en la segunda semana contra el Sporting Kansas City en el Children's Mercy Park. En esa ocasión fungió como titular, salió expulsado antes de finalizada la primera parte y el resultado nuevamente acabó en pérdida, siendo esta vez de 2-1. El 1 de junio fue la ida de las semifinales del Campeonato Canadiense, en la cual su club tuvo como rival al Ottawa Fury en el Estadio TD Place. El lateral quedó en el banquillo en la derrota de 2-0. La vuelta se llevó a cabo una semana después en condición de local, y el triunfo de 3-0 dio la vuelta al agregado para que su grupo continuara en las aspiraciones al título. El 21 de junio fue la final de ida ante el Toronto en el BMO Field, la cual concluyó en derrota 1-0. A pesar de la victoria de 2-1 en la vuelta, el rival se hizo con el campeonato por la regla de gol de visitante. El 2 de agosto comenzó la Liga de Campeones de la Concacaf, en la que su equipo enfrentó al Central de Trinidad y Tobago en el Estadio Ato Boldon. El tanto de su compañero uruguayo Cristian Techera fue suficiente para el triunfo de 0-1. Por otro lado, Jordan participó los 90 minutos en la demarcación de lateral derecho. La misma circunstancia para el jugador se repitió en el partido del 23 de agosto ante el Sporting Kansas City en condición de local, donde su club salió con la victoria con cifras de 3-0. El 13 de septiembre fue el encuentro de nuevo contra los estadounidenses, pero de visita en el Children's Mercy Park. A diferencia de los cotejos anteriores, Smith fue relegado a la suplencia y el resultado acabó 1-2 a favor de los Whitecaps. Finalmente, el 28 de septiembre fue el último compromiso del grupo C, en el que su conjunto volvió a derrotar a los trinitarios, con goleada de 4-1, y por lo tanto afianzó el liderato para clasificar a la siguiente ronda. El defensor no fue convocado por el entrenador Carl Robinson. Una vez concluida la temporada nacional, su grupo no logró avanzar a la etapa de eliminación ya que obtuvo el octavo puesto con 39 puntos. El 8 de diciembre se confirmó que el futbolista dejaría el equipo, debido a que su vínculo de préstamo expiró y no se le fue renovado. Con esto regresó al Saprissa, dueño de su ficha.

### Deportivo Saprissa
Para el inicio del Campeonato de Verano 2017 que se llevó a cabo el 8 de enero, el equipo saprissista tuvo la visita al Estadio Carlos Ugalde, donde enfrentó a San Carlos. Por su parte, Jordan Smith debutó oficialmente con la dorsal «23» y el marcador fue con derrota de 1-0. La reanudación de la Liga de Campeones de la Concacaf, en la etapa de ida de los cuartos de final, tuvo lugar el 21 de febrero, fecha en la que su club recibió al Pachuca de México en el Estadio Ricardo Saprissa. El lateral quedó inhabilitado ya que había participado en esta edición con el Vancouver Whitecaps y el trámite del encuentro se consumió en empate sin anotaciones. El 28 de febrero fue el partido de vuelta del torneo continental, en el Estadio Hidalgo. Las cifras finales fueron de 4-0 a favor de los Tuzos. El 8 de marzo falló un penal en el juego contra el Cartaginés al minuto 92', donde su disparo salió hacia el lado derecho del cancerbero Adrián De Lemos. A pesar de esta circunstancia, su conjunto logró el triunfo de 2-0. El 22 de marzo, en jornada de reposición de la fecha 13, los tibaseños enfrentaron a la Universidad de Costa Rica en el Estadio Ricardo Saprissa, con la particularidad de ser la escuadra visitante en su propio escenario deportivo. El jugador empezó un contraataque por la banda derecha y dio una asistencia a Daniel Colindres para culminar con la acción del gol al minuto 67'. Al cierre del cotejo, su compañero Marvin Angulo aseguró la ganancia de 0-2. Su primer tanto de la competencia lo realizó el 1 de abril, en el clásico ante Alajuelense en el Estadio Morera Soto. Jordan ejecutó un penal al minuto 91' en la derrota de 3-1. El 12 de abril, en el áspero partido contra Pérez Zeledón en el Estadio Ricardo Saprissa, su club estuvo por debajo en el marcador por el gol del adversario en tan solo cuatro minutos después de haber iniciado el segundo tiempo. El bloque defensivo de los generaleños le cerró los espacios a los morados para desplegar el sistema ofensivo del entrenador Carlos Watson, pero al minuto 85', su compañero Daniel Colindres brindó un pase filtrado al uruguayo Fabrizio Ronchetti para que este definiera con un remate de pierna izquierda. Poco antes de finalizada la etapa complementaria, el defensor Dave Myrie hizo el gol de la victoria 2-1. Con este resultado, los saprissistas aseguraron el liderato del torneo a falta de un compromiso de la fase de clasificación. En la segunda presentación de los tibaseños en la última parte del certamen, su grupo disputó, el 29 de abril, el juego como local frente al Herediano. El futbolista abrió el marcador mediante un tiro penal al minuto 35', sin embargo los rivales remontarían para un transitorio 1-2. A un corto periodo de tiempo para la conclusión, Smith logró emparejar las cifras por la misma vía, para la igualdad agónica de 2-2. A causa de la derrota 1-2 de local ante el Santos de Guápiles, su equipo alcanzó el tercer puesto de la cuadrangular y por lo tanto quedó instaurado en la última instancia al no haber obtenido nuevamente el primer sitio. El 17 de mayo se desarrolló el juego de ida de la final contra el Herediano, en el Estadio Rosabal Cordero. El lateral completó la totalidad de los minutos en la pérdida de 3-0. En el partido de vuelta del 21 de mayo en el Estadio Ricardo Saprissa, los acontecimientos que liquidaron el torneo fueron de fracaso con números de 0-2 a favor de los oponentes, y un agregado de 0-5 en la serie global.
Su debut en el Torneo de Apertura 2017 se produjo el 30 de julio en el Estadio "Fello" Meza de Cartago, escenario en el que su conjunto fungió como local contra Carmelita. Jordan apareció en el once inicial, completó la totalidad de los minutos y aportó una asistencia en la victoria con cifras de 4-2. Los saprissistas avanzaron a la cuadrangular en el segundo sitio con 43 puntos, y al cierre de la misma, el conjunto tibaseño quedó sin posibilidades de optar por el título. El defensa contabilizó un total de veinte presencias y acumuló 1536 minutos de acción.
Con miras al Torneo de Clausura 2018, su equipo cambió de entrenador debido al retiro de Carlos Watson, siendo Vladimir Quesada —quien fuera el asistente la campaña anterior— el nuevo estratega. Smith aguardó desde la suplencia en el primer partido desarrollado el 7 de enero ante Liberia, en el Estadio Edgardo Baltodano. Los morados ganaron el compromiso por 0-3. Hizo su debut el 17 de enero, como titular en la totalidad de los minutos contra Carmelita (victoria 3-1). El 20 de mayo se proclama campeón del torneo con su club tras vencer al Herediano en la tanda de penales. El lateral sumó un total de once presencias y colaboró con una asistencia.
El 26 de noviembre de 2019 se proclama campeón de Liga Concacaf, tras vencer en la final al Motagua de Honduras. El 11 de diciembre fue descartada su continuidad en el equipo morado.

## Selección costarricense

### Categorías inferiores

#### Campeonato Sub-20 de la Concacaf 2011
El lateral fue tomado en consideración para actuar en el Campeonato Sub-20 de la Concacaf de 2011, bajo la dirección técnica de Ronald González. El equipo costarricense quedó cabeza de serie en el grupo C, con Guadalupe y Canadá. El 30 de marzo se disputó el primer encuentro frente a los guadalupeños en el Estadio Cementos Progreso, de Ciudad de Guatemala; Smith participó los 90 minutos, utilizó la dorsal «2» y el marcador fue de 0-3, con triunfo. El resultado se repitió ante los canadienses en el
mismo escenario deportivo, donde el defensa estuvo en la totalidad del cotejo. Con este rendimiento, los Ticos ganaron el grupo con 6 puntos y se consolidaron como líderes. Los cuartos de final se llevaron a cabo el 5 de abril frente a la Selección de Cuba en el Estadio Mateo Flores; Jordan fue titular y su país triunfó con goleada de 6-1. Tres días después se dieron las semifinales, enfrentando al anfitrión Guatemala; esta instancia terminó con una nueva victoria 2-1. Por último, la final se llevó cabo el 10 de abril contra México, pero los costarricenses sufrieron una pérdida de 3-1. Con este resultado, la Sele obtuvo el subcampeonato del torneo y los pases hacia el Mundial de Colombia y los Juegos Panamericanos.
| Campeonato                | Sede      | Resultado  |
| ------------------------- | --------- | ---------- |
| Campeonato Sub-20 de 2011 | Guatemala | Subcampeón |

#### Mundial Sub-20 de 2011
El representativo de Costa Rica fue ubicado en el grupo C del Mundial de 2011, compartido con España, Australia y Ecuador. El 31 de julio fue el primer encuentro para el conjunto Tico, frente a los españoles en el Estadio Palogrande. Por otra parte, Jordan apareció como titular, recibió tarjeta amarilla al minuto 70', y el marcador terminó en derrota con cifras de goleada 1-4. El 3 de agosto se disputó el segundo cotejo contra los australianos, en el cual Smith jugó en el once inicial y el resultado acabó 2-3 a favor de la Sele. El último partido de la fase de grupos se dio ante los ecuatorianos, donde su selección registró una pérdida de 3-0. Con este rendimiento obtenido, la escuadra de Costa Rica avanzó a la siguiente etapa dentro de los mejores terceros. En el Estadio Nemesio Camacho El Campín de Bogotá, se desarrolló el 9 de agosto el juego por los octavos de final contra el anfitrión Colombia; Smith fue titular y el marcador finalizó 3-2 a favor de los cafeteros. Con esto, Costa Rica quedó eliminado del mundial.
| Mundial                     | Sede     | Resultado        |
| --------------------------- | -------- | ---------------- |
| Copa Mundial Sub-20 de 2011 | Colombia | Octavos de final |

#### Juegos Panamericanos 2011
El 19 de octubre de 2011 comenzó la competencia de los Juegos Panamericanos para la selección Sub-22 de su país, la cual enfrentó en el Estadio Omnilife al combinado de Cuba. Por su parte, el defensa disputó la totalidad del encuentro y el marcador finalizó con ganancia de 1-0, por intermedio del gol de su compañero Vianney Blanco. Dos días después, en el mismo escenario deportivo, su conjunto tuvo como rival a Argentina. En esta oportunidad, Smith recibió tarjeta amarilla al minuto 30' y el resultado culminó en derrota de 0-3. La victoria histórica, del 23 de octubre con cifras de 1-3, sobre Brasil dio la clasificación de los costarricenses a la segunda fase del torneo. El 26 de octubre fue la semifinal contra México, la cual terminó en pérdida 3-0. Dos días posteriores se desarrolló el juego por el tercer lugar ante Uruguay; Jordan fue titular y la derrota de 1-2 definió el cuarto puesto para su país.
| Juegos                    | Sede        | Resultado    |
| ------------------------- | ----------- | ------------ |
| Juegos Panamericanos 2011 | Guadalajara | Cuarto lugar |

### Selección absoluta
El director técnico colombiano Jorge Luis Pinto realizó la convocatoria de futbolistas para el partido amistoso del 28 de mayo de 2013 contra Canadá, la cual consistió en una base mayoritariamente alternativa. El cotejo tuvo lugar en el Commonwealth Stadium de Edmonton, Alberta. Por otro lado, Smith aguardó en la suplencia y tuvo su debut tras ingresar de cambio por Pablo Herrera al minuto 62'. El tanto de penal de su compañero Jairo Arrieta fue suficiente en la victoria de 0-1.
En marzo de 2015, el estratega Paulo Wanchope, de la Selección de Costa Rica, realizó la convocatoria oficial de los 24 futbolistas que disputaron los amistosos ante Paraguay y Panamá, y en esa lista se destacó el regreso de Smith. El 26 de marzo, se dio el primer compromiso contra los paraguayos en el Estadio Nacional, en el cual Jordan quedó en la suplencia y el empate de 0-0 prevaleció hasta el final. Cinco días después, se efectuó el segundo cotejo en el Estadio Rommel Fernández frente a los panameños. El marcador fue de derrota 2-1 y el defensor volvió a permanecer en el banquillo.
El entrenador de la selección costarricense Óscar Ramírez, dio la nómina de convocados para el partido amistoso frente a Nicaragua, la cual se destacó por ser un equipo alternativo. El 15 de diciembre de 2015 se llevó a cabo el encuentro en el Estadio Edgardo Baltodano. Jordan fue titular con la dorsal «26» y el marcador definitivo fue de 1-0, con anotación de su compañero Kendall Waston.
El 22 de enero de 2016, el director técnico de su selección Óscar Ramírez, dio en conferencia de prensa la lista de futbolistas que participarían en el encuentro amistoso del 2 de febrero, en fecha no FIFA frente a Venezuela en la ciudad de Barinas; el lateral derecho fue tomado en cuenta. El partido se llevó a cabo en el Estadio Agustín Tovar; Smith entró de cambio por José Mena al minuto 78' y el resultado fue de 1-0, con derrota.

## Clubes
| Club                           | País       | Año               |
| ------------------------------ | ---------- | ----------------- |
| Le Havre A.C. "B" (Préstamo)   | Francia    | 2010 - 2011       |
| Deportivo Saprissa             | Costa Rica | 2011 - 2015       |
| Vancouver Whitecaps (Préstamo) | Canadá     | 2015 - 2016       |
| Deportivo Saprissa             | Costa Rica | 2017 - 2019       |
| A. D. San Carlos               | Costa Rica | 2020              |
| Puerto Golfito F.C.            | Costa Rica | 2020              |
| C. D. Iztapa                   | Guatemala  | 2020 - 2022       |
| Deportivo Mixco                | Guatemala  | 2022              |
| C. S. Cartaginés               | Costa Rica | 2023 - actualidad |

## Palmarés

### Títulos nacionales
| Título                 | Club                | País       | Año  |
| ---------------------- | ------------------- | ---------- | ---- |
| Torneo de Copa         | Deportivo Saprissa  | Costa Rica | 2013 |
| Campeonato de Verano   | Deportivo Saprissa  | Costa Rica | 2014 |
| Campeonato de Invierno | Deportivo Saprissa  | Costa Rica | 2014 |
| Campeonato Canadiense  | Vancouver Whitecaps | Canadá     | 2015 |
| Torneo de Clausura     | Deportivo Saprissa  | Costa Rica | 2018 |

### Títulos internacionales
| Título        | Club               | Lugar    | Año  |
| ------------- | ------------------ | -------- | ---- |
| Liga Concacaf | Deportivo Saprissa | Honduras | 2019 |